# كيت غريس
كيت غريس (بالإنجليزية: Kate Grace)‏ هي منافسة ألعاب القوى أمريكية، ولدت في 24 أكتوبر 1988 في ساكرامنتو في الولايات المتحدة.

## وصلات خارجية
- كيت غريس على موقع الاتحاد الدولي لألعاب القوى (الإنجليزية)
- كيت غريس على موقع الاتحاد الأمريكي لسباقات المضمار والميدان (الإنجليزية)
- كيت غريس على موقع الدوري الماسي (الإنجليزية)
- كيت غريس على موقع TFRRS.org (الإنجليزية)
- كيت غريس على موقع اللجنة الأولمبية الدولية (الإنجليزية)
- كيت غريس على موقع أوليمبيديا (الإنجليزية)
- كيت غريس على موقع اللجنة الأولمبية والبارالمبية الأمريكية (الإنجليزية)